# Юргинский военный полигон
Юрги́нский вое́нный полиго́н (Се́ргиево-Миха́йловский вое́нный полиго́н, 251-й общевойсково́й полиго́н) — полигон Вооружённых Сил Российской Федерации, находящийся в Кемеровской области России. 

## История
Полигон основан 17 февраля (2 марта)  1910 года указом Всероссийского императора Николая II, первоначально назывался Сергиево-Михайловским военным полигоном в честь Великого князя Сергея Михайловича, современное название — от близлежащего города Юрга́. Расположен близ станции Тутальская Западно-Сибирской железной дороги. 
На Юргинском полигоне проводят полевые учения 74-я гвардейская мотострелковая бригада и 120-я гвардейская артиллерийская бригада, дислоцированные в Юрге.
В 1931 году на территории полигона проходили учения, завершившиеся парадом, командовал которым К. Е. Ворошилов. Полигон входит в Центральный военный округ, является крупнейшим центром этого округа для испытаний новейших образцов вооружения и военной техники.
Его общая площадь, включая прибрежную зону, почти 29 тысяч гектаров, протяжённость около 24 км, ширина — 18 км. Периметр — 90 километров пути. На территории расположены переправа, общевойсковое стрельбище, директриса прямой наводки, поле противовоздушной обороны, танковый огневой городок. Полигон соединён 2-километровой железнодорожной веткой с железной дорогой. Имеется 17-километровый подъездной автомобильный путь, открытый 8 сентября 2014 года.